# Жена мясника
«Жена мясника» — кинофильм, комедия режиссёра Терри Хьюза.

## Сюжет
У девушки Марины есть необычный дар, который она переняла от своей слепой бабушки, — касаясь руки определённого человека, она может заглянуть в его прошлое и будущее. В один прекрасный день она встречает своего суженого. Лео Лемке — простой мясник, крупный, в меру упитанный человек с простым характером, находит это очень даже весьма странным и поспешным, но всё-таки соглашается жениться на ней. Марина Лемке переезжает жить на маленький островок Окракок в Северной Каролине. Она работает в мясной лавке и слава о ней всего за пару дней распространяется в рабочем городке. Прорицательница отгадывает желания клиентов ещё до того, как они его выговорили. Так же она даёт советы людям, что им нужно сделать, чтобы произошли изменения в их жизни.
Стелле Кифовер Марина предлагает попробовать свои вокальные данные и исполнять блюзы, Грейс подсказывает, что ей лучше жить с женщиной, а не мужчиной. Поневоле она становится конкурентом местного психоаналитика Алекса Тремора. Все его познания и теория любви Платона оказываются бессильными против сверхъестественных сил. Его медицинская карьера идёт под откос. Однако через некоторое время оказывается, что брак Лео и Марины, несмотря на её дар предвидения, был поспешным и необдуманным решением. Лео сходится со Стеллой, ставшей певицей в местном ресторане, а доктор Тремор находит свою вторую половину в лице Марины.

## В ролях
- Деми Мур — Марина Лемке
- Джефф Дэниэлс — Алекс Тремор
- Джордж Дзундза — Лео Лемке
- Мэри Стинберджен — Стелла Кифовер
- Фрэнсис Макдорманд — Грейс
- Маргарет Колин — Робин Грейвс
- Макс Перлих — Юджин
- Мириам Маргулис — Джина
- Луис Авалос — Луис
- Хелен Хэнфт — Молли
- Кристофер Дуранг — мистер Лиддл

## Награды и номинации
- Золотая малина — Деми Мур, Худшая актриса (1991)